# 레가투스
레가투스(Legatus)는 로마 육군 내 고위 장교이며, 오늘날 장성급 장교와 유사하다. 처음에는 권한 대행에 사용되었지만, 이 용어는 아우구스투스 시기에 군단장으로서 형태를 갖추게 됐다.
로마 공화정 시절부터, 레가투스는 전쟁에서 승리했을 때 군사 활동에 대한 보상으로 많은 몫을 받았다. 이런 관행은 레가투스라는 지위를 수익성 좋은 자리로 만들었고, 따라서 심지어는 집정관들이나 로마 정치권 내에 고위직 정치인들도 이 지위에 끌어들일 수 있었다 (예시로 집정관 루키우스 율리우스 카이사르는 5촌이던 가이우스 율리우스 카이사르 휘하의 레가투스로서 갈리아 전쟁 말기에 자진하여 참여했다).

## 개요
레가투스는 자신에게 배당된 군단에 대한 모든 권한을 지녔다. 콘술 밀리타리스(Consul Militaris)는 로마 제국 역사 내내 로마에 대한 모든 권한을 지녔던 로마 황제의 휘하에 있던 모든 군단에 대한 지휘권을 지녔다. 공화정이 무너진 이후로, 원로원이 지녔던 모든 권한들이 로마 황제에게 옮겨졌고, 황제를 로마에서 가장 강력한 권력자로 만들었다. 레가투스 레기오니스 (Legatus Legionis)는 자신의 부관들에게 임무를 위임했고, 이 부관들은 지휘관의 명령을 수행했다. 레가투스는 로마에서 가장 존중받는 군계급 중 하나였다.
레가투스 지위를 지녔던 이들은 로마의 원로원 계층 중에서 선발되었다. 레가투스에는 두 종류의 지위가 있었는데, 레가투스 레기오니스는 로마의 정예 군단 중 하나에 대한 통수권을 부여받은 전직 법무관들이며, 반면 레가투스 프로 프라이토레 (legatus pro praetore)는 유사 시에 네 개 이상의 군단을 동원 가능한 법무관의 치안력을 포함해, 속주에 대한 총독직을 부여받은 전직 집정관들이었다. 레가투스는 속간으로 처벌 행위를 하는 릭토르 12명을 둘 수 있는 권한이 있었다.
로마 공화정 시기까지, 레가투스라는 용어는 권한 대행권을 지닌 자들에게만 적용됐다 (보통 집정관이나 프로콘술). 율리우스 카이사르가 갈리아 전쟁 동안에 이 지위를 폭넓게 사용했다.
아우구스투스 시절부터, 로마 황제들은 레가투스 레기오니스라는 지위를 이집트와 메소포타미아를 제외한 군단의 최고 지휘관들(과거 천부장)에게 내려주었으며, 이집트와 메소포타미아 지역의 군단들은 에퀴테스 계급들인 프라이펙투스 레기오니스의 지휘를 받았다. 레가투스 레기오니스는 원로원 의원 계급의 레가투스 아우구스티 프로 프라이토레의 최고 지휘권 아래에 있었다. 만일 한 속주가 하나의 군단의 보호를 받을 경우, 레가투스 아우구스티 프로 프라이토레가 그 군단의 직속 지휘권을 지녔다. 이 지위는 일반적으로 황제가 임명하며, 임명된 인물들은 전직 호민관들이다. 아우구스투스 황제는 레가투스들의 지휘 기간을 최대 2년으로 정했지만, 그 이후 황제들이 3-4년으로 연장시켰다 (그럼에도 현직자는 더 오래 복무 가능). 단 하나의 군단만이 있는 속주에서, 레가투스는 속주 총독으로 활동하며, 여러 군단이 있는 속주들에선, 각 군단은 레가투스를 두고 전반적인 지휘권을 지닌 별개의 속주 총독이 있었다.
레가투스는 장식된 투구 및 갑옷과 더불어, 진홍색 팔루다멘툼 (외투)와 킹티쿨루스 (cincticulus, 나비 모양으로 허리에 묶은 허리띠)로 전장에서 구분 가능했다.
레가투스 레기오니스는 사형 명령을 내릴 수 있었다.
원로원 계급의 레가투스 레기오니스는 갈리에누스가 오랜 기간 군사 복무를 한 에퀴테스들에서 선발된 지휘관에게 군단 지휘권을 맡기는 걸 선호하면서 로마군에서 사라졌다.

## 외교에서레가투스
레가투스는 로마 공화정 시절, 외국에서 임무 (legatio)를 위해 원로원에서 임명된 대사와 더불어 다른 나라에서 로마로 파견된 대사들에 해당하는 용어였다. 이 용어의 이런 점은 교황 특사 (Legatus Apostolicus)의 어구에 남아있다.

## 같이 보기
- 백부장